# Francesc Candini i Puig
s
Francesc Candini i Puig també conegut com a Cesc Candini (Barcelona, 4 d'octubre de 1948) és un director artístic i escenògraf català. Va estudiar a l'Escola de la Llotja, a l'Escola Massana i a EINA. Va començar treballant en publicitat i en disseny industrial i tèxtil.
El juny de 1979 va debutar al teatre muntant l'escenografia i dissenyà el vestuari de Víctor o els nens al poder de Roger Vitrac, dirigida per Santiago Sans al Teatre Romea. Alhora debutà en cinema com a director artístic de Francesc Bellmunt a L'orgia (1978) i a Salut i força al canut (1979), i continuà la seva carrera amb Barcelona sud (1980) de Jordi Cadena i La plaça del Diamant (1982) de Francesc Betriu. Posteriorment va treballar amb Agustí Villaronga; el seu treball a El niño de la luna (1989) li va valdre la candidatura al Goya a la millor direcció artística. Posteriorment ha treballat per TV3 amb "Carles, príncep de Viana (2001).

## Filmografia
- L'orgia (1978)
- Salut i força al canut (1979),
- Barcelona sud (1980)
- Reborn (1981)
- La plaça del Diamant (1982)
- Un geni amb l'aigua al coll (1983)
- Tras el cristal (1985)
- El niño de la luna (1989)
- 99. 9 (1997)
- Dos (1999)
- El mar (2000)